# Леонард Клінгспор
Леонард Клінгспор (нім. Leonhard Klingspor; 17 червня 1917, Зіґен — 22 серпня 1989) — німецький офіцер-підводник, капітан-лейтенант крігсмаріне.

## Біографія
9 жовтня 1937 року вступив на флот. З 1 грудня 1939 року служив в морській авіації, після проходження навчання з 1 серпня 1940 року служив спостерігачем в 3-й ескадрильї 906-ї групи берегової авіації. З грудня 1940 по лютий 1942 року служив в командуванні морської рятувальної авіації в Нордернаї та Бресті.
З 15 березня по 30 серпня 1942 року пройшов курс підводника. З вересня 1952 року — вахтовий офіцер на підводному човні U-129, на якому взяв участь у двох походах, під час яких були потоплені 8 кораблів загальною водотоннажністю 59 203 тонни. 7-15 червня 1943 року пройшов курс кермування, з 16 червня по 15 липня — курс командира човна. 27 липня 1943 року направлений на будівництво U-293. З 8 вересня 1943 року — командир U-293, на якому взяв участь у 5 походах (разом 111 днів у морі). Одночасно 3-7 липня 1944 року виконував обов'язки командира U-1007. 20 січня 1945 року пошкодив радянський есмінець «Разъяренный» водотоннажністю 1658 тонн; 39 членів екіпажу загинули. 11 травня 1945 року здався британським військам в Лох-Еріболл. 12 травня 1948 року звільнений.

## Звання
- Кандидат в офіцери (9 жовтня 1937)
- Морський кадет (28 червня 1938)
- Фенріх-цур-зее (1 квітня 1939)
- Оберфенріх-цур-зее (1 березня 1940)
- Лейтенант-цур-зее (1 травня 1940)
- Оберлейтенант-цур-зее (1 квітня 1942)
- Капітан-лейтенант (1 січня 1945)

## Нагороди
- Нагрудний знак спостерігача (липень 1940)
- Авіаційна планка розвідника в бронзі (жовтень 1940)
- Залізний хрест
  - 2-го класу
  - 1-го класу (1941)
- Нагрудний знак підводника (6 січня 1943)